# Alina Buchschacher
Pour les articles homonymes, voir Buchschacher.
 (septembre 2011).
Si vous disposez d'ouvrages ou d'articles de référence ou si vous connaissez des sites web de qualité traitant du thème abordé ici, merci de compléter l'article en donnant les références utiles à sa vérifiabilité et en les liant à la section « Notes et références ».
Alina Buchschacher, née le 19 juillet 1991 à Berne, est élue Miss Suisse 2011 le 24 septembre 2011 à Lugano, elle succède à Kerstin Cook, et représentera la Suisse à l'élection de Miss Univers 2012.

## Biographie
Née le 19 juillet 1991 à Berne, d'un père suisse et d'une mère d'origine de la Trinité-et-Tobago, elle est étudiante en commerce à l'Université de Berne. Elle peut parler le suisse allemand ainsi que l'anglais. 
Alina a été couronnée Miss Suisse 2012 lors d'un événement organisé dans la ville de Lugano le 24 septembre. Après cette victoire, Buchschacher a participé au concours de beauté Miss Univers 2012. Alina a également remporté Miss Berne en 2011 et a été la première et la seule personne à détenir deux titres la même année, ayant remporté Miss Berne et Miss Suisse. Elle a conservé son titre de Miss Suisse une année de plus pour cause de manque de financement de la production du show télévisé.